# Amitostigma
Amitostigma ist eine Gattung in der Familie der Orchideengewächse (Orchidaceae). Die etwa 30 Arten sind in Ostasien verbreitet.

## Beschreibung

### Vegetative Merkmale
Zu Amitostigma zählen ausdauernde krautige Pflanzen mit rundlichen Knollen als Überdauerungsorganen (Geophyten). An der Sprossachse sitzen zwei Niederblätter und ein, selten zwei Laubblätter. Der Blattgrund umfasst den Stängel. Die einfache Blattspreite ist länglich bis schmal-eiförmig, es endet spitz.

### Generative Merkmale
Der endständige, traubige Blütenstand enthält nur wenige Blüten. Die resupinierten Blüten sind zygomorph und dreizählig. Die weißen, rosa- bis purpurfarbenen, selten auch gelben Blütenhüllblätter sind nicht miteinander verwachsen. Die seitlichen Petalen und das dorsale Sepal bilden oft eine Haube über dem anderen Teil der Blüte. Die Lippe ist dreilappig, der Mittellappen häufig nochmals etwas eingeschnitten. Am Grund bildet die Lippe einen Sporn. Die Säule ist kurz, sie trägt das Staubblatt aus zwei Theken. Die zwei Pollinien sind von mehliger Konsistenz, in kleinen Teilstücken zusammenhaftend. Sie sitzen ohne deutlich ausgebildete Stiele (Caudiculae) direkt an den Klebscheiben (Viscidium). Diese sind von einer nur angedeutet ausgebildeten Tasche (Bursicula) umgeben. Das Trenngewebe zwischen Narbe und Staubblatt ist nur gering ausgebildet. Es weist seitlich zwei Anhängsel auf. An der Basis der Säule sitzen ebenfalls zwei Anhängsel, die mit der Lippe verwachsen sind.

## Systematik, Verbreitung und botanische Geschichte
Amitostigma ist in Ostasien von den Kurilen im Norden über Japan, Korea und China bis nach Thailand und Vietnam im Süden verbreitet. In China kommen etwa 22 Arten vor, davon 21 nur dort.
Die Gattung Amitostigma gehört zur Untertribus Orchidinae innerhalb der Familie der Orchideen (Orchidaceae). Die nächstverwandten Gattungen sind Neottianthe, Ponerorchis und Hemipilia. „Nach R. Govaerts sind die Arten in die Gattung Ponerorchis zu stellen.“
Amitostigma wurde zunächst 1856 von Carl Ludwig Blume unter der Bezeichnung Mitostigma beschrieben. Der Name Mitostigma leitet sich von mitos für „Faden“ und stigma für „Narbe“ ab, da Blume die seitlichen Anhängsel der Säule als Erweiterung der Narbe interpretierte. Allerdings war dieser Name Mitostigma schon vorher von Joseph Decaisne für eine Gattung der Asclepiadaceae benutzt worden, so dass Schlechter die Gattung umbenennen musste. Er wählte die verneinende Vorsilbe a-, da er die Fortsätze als nicht der Narbe zugehörig, sondern als Staminodien interpretierte. Amitostigma wurde von Friedrich Richard Rudolf Schlechter 1919 in Repertorium Specierum Novarum Regni Vegetabilis Band 4, Seite 91 aufgestellt.

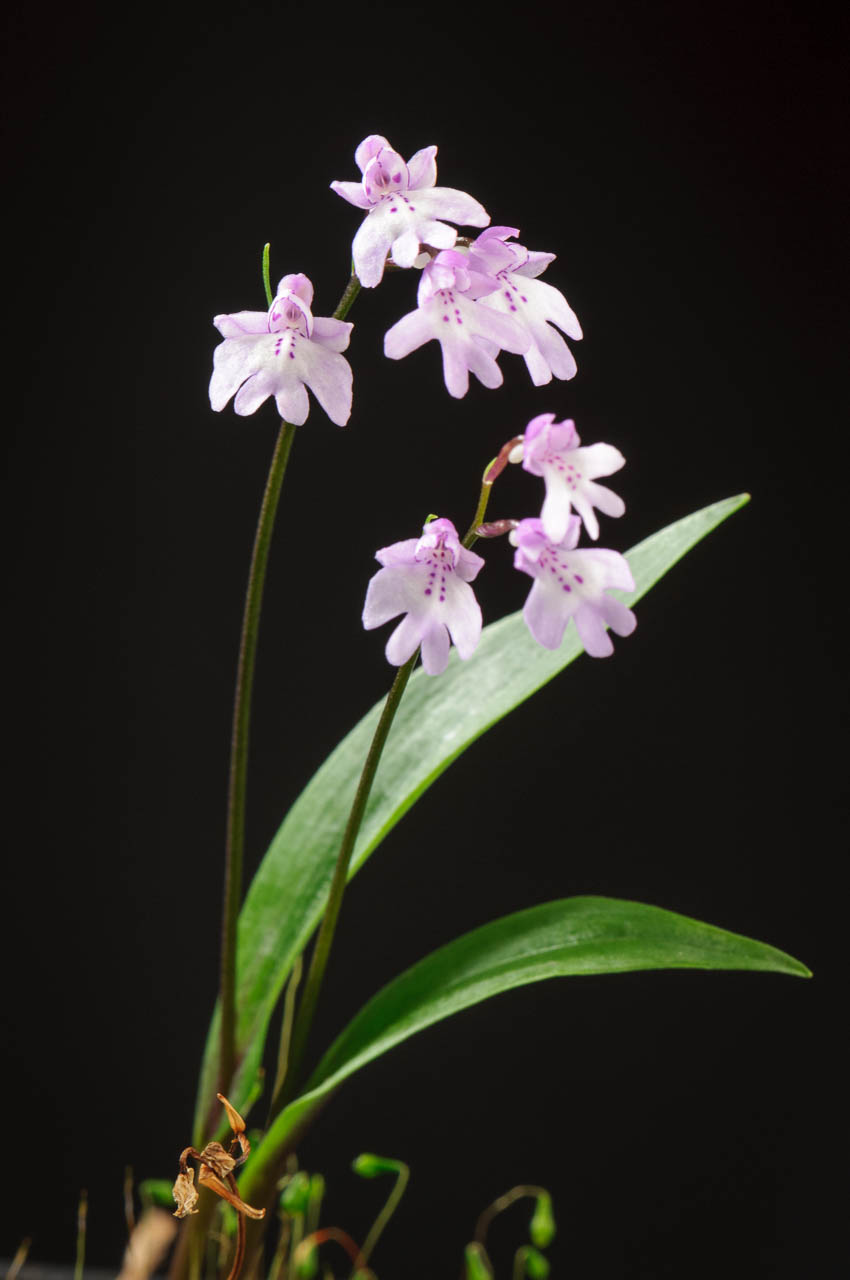
Amitostigma keiskei

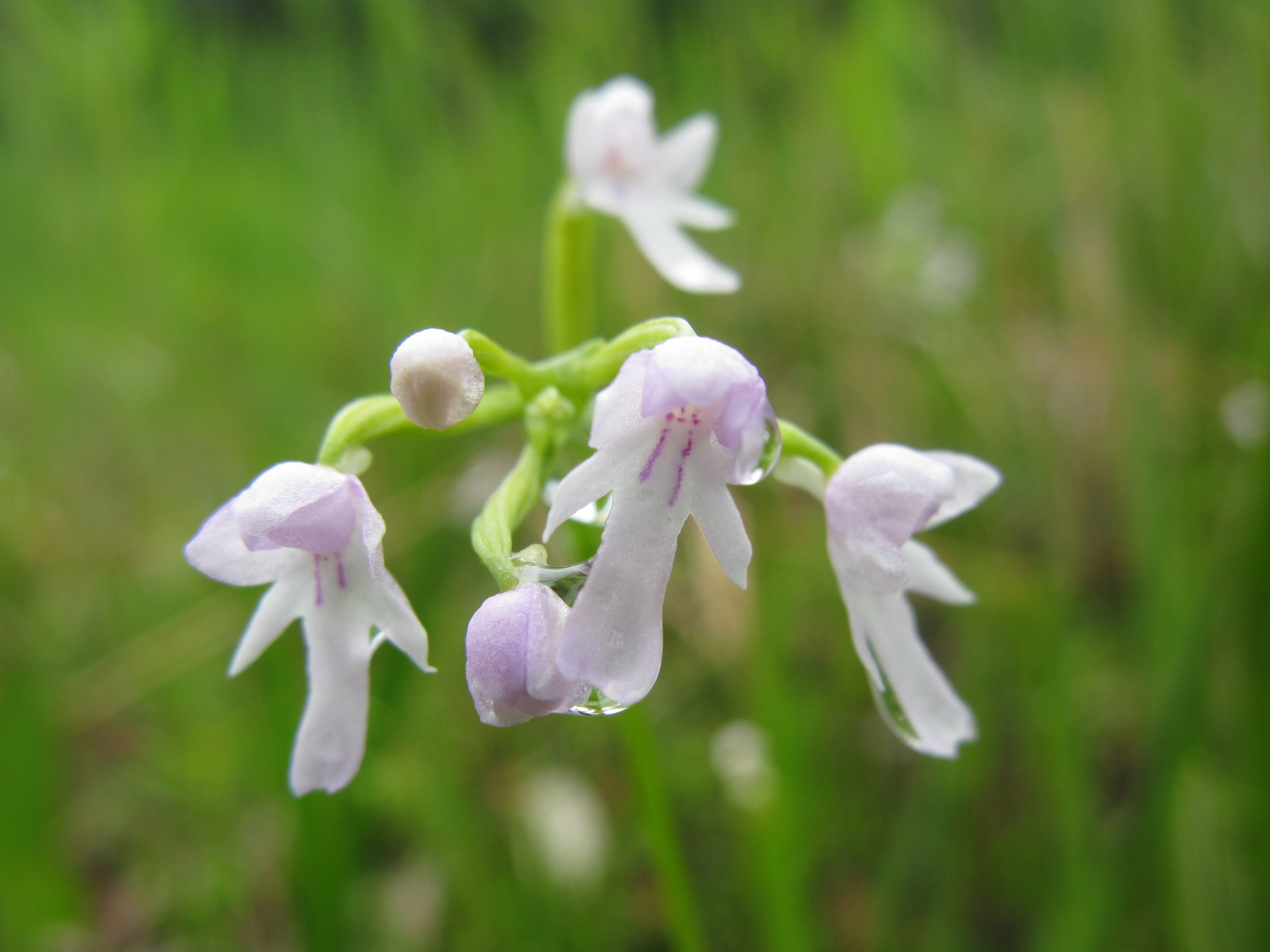
Amitostigma kinoshitae

Zu den etwa 30 Arten der Gattung Amitostigma gehören:
- Amitostigma alpestre Fukuy.: Sie gedeiht in Höhenlagen von 2500 bis 3800 Metern im zentralen bis nördlichen Taiwan.[2]
- Amitostigma amplexifolium Tang & F.T.Wang: Sie gedeiht in Wäldern nur im westlichen Sichuan.[2]
- Amitostigma basifoliatum (Finet) Schltr.: Sie gedeiht in Höhenlagen von 2600 bis 3800 Metern in den chinesischen Provinzen südwestliches Sichuan, nordöstliches sowie nordwestliches Yunnan.
- Amitostigma bidupense (Aver.) Aver.: Südliches Vietnam.[1]
- Amitostigma bifoliatum Tang & F.T.Wang: Sie gedeiht in Höhenlagen von 700 bis 1200 Metern in den chinesischen Provinzen nördliches Sichuan sowie südliches Gansu.[2]
- Amitostigma capitatum Tang & F.T.Wang: Sie gedeiht in Höhenlagen von 2600 bis 3600 Metern in den chinesischen Provinzen westliches Hubei, östliches sowie westliches Sichuan.[2]
- Amitostigma dolichocentrum Tang, F.T.Wang & K.Y.Lang: Sie kommt nur im westlichen Sichuan vor.[2]
- Amitostigma faberi (Rolfe) Schltr.: Sie gedeiht in Höhenlagen von selten 600 bis, 2300 bis 4300 Metern in den chinesischen Provinzen nordöstliches Guizhou, Sichuan sowie nordwestliches Yunnan.[2]
- Amitostigma farreri Schltr.: Sie gedeiht 3600 bis 4200 Metern im südöstlichen Tibet sowie im nordwestlichen Yunnan.[2]
- Amitostigma fujisanense K.Inoue: Nördliches und zentrales Japan.[1]
- Amitostigma gonggashanicum K.Y.Lang: Sie gedeiht in Wäldern in Höhenlagen von 2400 bis 3800 Metern nur im südwestlichen Sichuan.[2]
- Amitostigma gracile (Blume) Schltr.: China bis gemäßigtes Ostasien.[1]
- Amitostigma hemipilioides (Finet) Tang & F.T.Wang: Sie gedeiht in Höhenlagen von 2400 bis 2500 Metern in den chinesischen Provinzen zentrales Guizhou sowie nordwestliches Yunnan.[2]
- Amitostigma keiskei (Finet) Schltr.: Japan.[1]
- Amitostigma keiskeoides (Gagnep.) Garay & Kittr.: Sie wird auch als Tsaiorchis keiskeoides (Gagnep.) X.H.Jin, Schuit. & W.T.Jin in die Gattung Tsaiorchis gestellt. Sie kommt im nördlichen Vietnam vor.[1]
- Amitostigma kinoshitae (Makino) Schltr.: Südliche Kurilen bis Hokkaido und Honshu.[1]
- Amitostigma lepidum (Rchb.f.) Schltr.: Kyushu bis Nansei-Inseln.[1]
- Amitostigma monanthum (Finet) Schltr.: Südöstliches Tibet bis China und nördliches Myanmar.[1]
- Amitostigma papilionaceum Tang, F.T.Wang & K.Y.Lang: Nordwestliches Sichuan.[2]
- Amitostigma parceflorum (Finet) Schltr.: Sie gedeiht in Wäldern in Höhenlagen von etwa 2000 Metern in den chinesischen Provinzen Chongqing sowie nordöstliches Sichuan.[2]
- Amitostigma physoceras Schltr.: Sichuan.[2]
- Amitostigma pinguicula (Rchb. f. & S.Moore) Schltr.: Sie wird auch als Shizhenia pinguicula (Rchb.f. & S.Moore) X.H.Jin, Lu Q.Huang, W.T.Jin & X.G.Xiang in die Gattung Shizhenia gestellt. Sie kommt im nordöstlichen Zhejiang vor.[1]
- Amitostigma simplex Tang & F.T.Wang: Sichuan und Yunnan.[2]
- Amitostigma tetralobum (Finet) Schltr.: Sichuan und Yunnan.[2]
- Amitostigma thailandicum Seidenf. & Thaithong: Nördliches Thailand.[1]
- Amitostigma tibeticum Schltr.: Südöstliches Tibet bis nordwestliches Yunnan.[2]
- Amitostigma trifurcatum Tang, F.T.Wang & K.Y.Lang: Nordwestliches Yunnan.[2]
- Amitostigma wenshanense W.H.Chen, Y.M.Shui & K.Y.Lang: Yunnan.[2]
- Amitostigma yueanum Tang & F.T.Wang: Sie gedeiht in Höhenlagen von 3000 bis 3700 Metern im südöstlichen Tibet sowie nordwestlichen Yunnan.[2]

## Belege
Die Informationen dieses Artikels stammen überwiegend aus: